# Agnippe lunaki
Agnippe lunaki is een vlinder uit de familie tastermotten (Gelechiidae). De wetenschappelijke naam is voor het eerst geldig gepubliceerd in 1941 door Rebel.
De soort komt voor in Europa.